# バルティック・クイーン
バルティック・クイーン（英: Baltic Queen）は、エストニアのタリンクが運航しているフェリーである。同船と同じ年に登場したバルティック・プリンセスとギャラクシーと同船型。

## 客室の種類
- スイート（海側）
- デラックス
- Aプレミアム（海側）
- Aクラス（海側）
- Bクラス（内側）